# Ebolafieber-Ausbruch in der Demokratischen Republik Kongo 2014
| Land                                           | Erkrankungs- fälle | Todesfälle |
| ---------------------------------------------- | ------------------ | ---------- |
| Demokratische Republik Kongo                   | 66                 | 49         |
| Bestätigte, wahrscheinliche und Verdachtsfälle |                    |            |

Der Ebolafieber-Ausbruch in der Demokratischen Republik Kongo begann im August 2014 und wurde im November 2014 für beendet erklärt.

## Verlauf
Am 24. August 2014 wurden zwei durch das Ebolavirus verursachte Todesfälle in der Provinz Équateur der Demokratischen Republik Kongo bekannt. Die WHO meldete, dass dieser Ausbruch in Zentralafrika unabhängig von den Fällen in Westafrika sei. Sie berichtete von einer Schwangeren aus dem Dorf Ikanamongo nahe Boende als Indexfall. Sie hatte ein Wildtier geschlachtet (Bushmeat), erkrankte kurz danach an Ebolafieber und verstarb am 11. August 2014. Bis zum 18. August wurden 24 Verdachtsfälle mit 13 Todesfällen in der DR Kongo identifiziert. Die Erkrankungen konnten auf Mensch-zu-Mensch-Übertragungen zurückgeführt werden, ausgehend von dem Indexfall bzw. von Kontaktpersonen im Krankenhaus oder bei der Beerdigung. Es wurden 160 Menschen als Kontaktpersonen identifiziert, bei 80 von ihnen ließ sich eine Reise in einen von der Ebolafieber-Epidemie betroffenen westafrikanischen Staat oder ein Kontakt zu Personen aus diesen Ländern ausschließen.
Nach einer Genomanalyse der Virusisolate im Centre International de Recherches Médicales de Franceville (Gabun) konnte die WHO Anfang September 2014 eine Zugehörigkeit zu den 1995 in Kikwit gewonnenen Zaire-Ebolavirus-Isolaten nachweisen, wodurch ein epidemiologischer Zusammenhang mit der zeitgleich grassierenden Epidemie in Westafrika unwahrscheinlich sei.
Bis zum 26. Oktober 2014 wurden in der DR Kongo 66 Erkrankungsfälle registriert, davon wurden 38 Fälle laborbestätigt, 28 Fälle galten als wahrscheinlich durch Ebolafieber Infizierte. Unter den Infizierten waren acht Personen, die als medizinische Helfer tätig waren, sie alle starben an der Krankheit. Insgesamt verstarben 49 Erkrankte. Am 20. November 2014 wurde durch die Weltgesundheitsorganisation das Ende des Ausbruchs in der Demokratischen Republik Kongo bekanntgegeben. Auch hier war die doppelte Dauer der maximalen Inkubationszeit (also 42 Tage) verstrichen, ohne dass eine neue Infektionen registriert worden war.